# 大門峠
大門峠（だいもんとうげ）は、長野県茅野市と同県小県郡長和町の境にある峠。国道152号が通過している。

## 概要
旧中山道（現国道142号・和田峠）と同様、古くから諏訪地域と上田地域を結ぶ幹線道路のひとつ大門街道の最高所にある峠で、標高1,441メートル。峠付近は八ヶ岳中信高原国定公園に含まれ、避暑地として知られる白樺湖のすぐ北側に位置する。分水嶺である峠上でありながら信号が設置されているが、これはビーナスライン（車山・蓼科高原方面への接続路）や白樺高原方面への分岐路が交差する交通の要所であることによる。
中央分水嶺の峠の一つで、茅野側に降った雨は天竜川（太平洋）へ流れ、長和側に降った雨は、信濃川（千曲川）へ合流、日本海へ流れる。